# Rogelio A. González
Rogelio Antonio González Villarreal (Monterrey, Nuevo León, 27 de enero de 1922-Saltillo, Coahuila, 21 de mayo de 1984), conocido como Rogelio A. González, fue un actor, director y escritor cinematográfico del cine mexicano.

## Biografía
Sus primeros estudios fueron de medicina, carrera que abandonó al apasionarse por el teatro y el cine, llegando a ser productor, locutor de radio y Secretario General de la Sección de Directores del Sindicato de Trabajadores de la Producción Cinematográfica de la República Mexicana (STPC), y a ocupar el segundo puesto en el Comité Central del STPC bajo las órdenes de Jaime Fernández.
Debutó por primera vez como actor en la película ¡Cómo México no hay dos! (Carlos Orellana, 1944). Desde 1945 trabajó en la productora Rodríguez Hermanos como argumentista de filmes como Cuando lloran los valientes (1945), Los tres García (1946), Vuelven los García (1946), Los tres huastecos (1948) y Ustedes los ricos (1948), todas ellas con Ismael Rodríguez. En 1950 debutó como director con la cinta El gavilán pollero, protagonizada por Pedro Infante, actor al que también dirige en su película póstuma de 1956, Escuela de rateros.
Fue miembro de la Academia Mexicana de la Lengua. En 1952, la Agrupación de Críticos de Teatro de México le otorga el Premio Juan Ruiz de Alarcón por su obra El color de nuestra piel. Francia le otorga el reconocimiento de la Legión de Honor.

## Accidente automovilístico y muerte
El 10 de mayo de 1984, tuvo un accidente en la carretera 57, Piedras Negras-México, en el tramo Saltillo-San Roberto cuando su vehículo, un Atlantic modelo 1981, perdió el control y se impactó contra un tráiler. El cineasta sufrió varias fracturas de costillas y fracturas múltiples en el rostro.
Fue trasladado a la clínica 2 del Instituto Mexicano del Seguro Social de Saltillo, Coahuila, donde permaneció ingresado hasta que falleció el 21 de mayo de ese mismo año.

## Filmografía

### Como director
| - 1951: Amar fue su pecado - 1951: El gavilán pollero - 1952: Ahora soy rico - 1952: Hambre nuestra de cada día - 1952: Las interesadas - 1952: Un rincón cerca del cielo - 1953: El vagabundo - 1953: Tal para cual - 1954: El mil amores - 1954: Nuevo amanecer - 1955: Escuela de vagabundos - 1955: La vida no vale nada - 1956: Canto y esperanza Pueblo - 1956: El inocente - 1956: Los bandidos de Río Frío - 1956: Una movida chueca - 1957: Vainilla, bronce y morir (Una mujer más) - 1957: La culta dama - 1957: Mi influyente mujer - 1957: Pies de Gato - 1958: Escuela de rateros - 1958: Mujer en condominio - 1959: Ando volando bajo - 1959: Dos fantasmas y una muchacha - 1959: El hombre del alazán - 1959: El que con niños se acuesta - 1959: Nacida para amar - 1960: Conquistador de la luna - 1960: El esqueleto de la señora Morales - 1960: La nave de los monstruos - 1960: Los fanfarrones - 1961: Amorcito corazón - 1961: ¿Donde estás, corazón? - 1961: El Buena Suerte - 1961: El jinete negro - 1961 : En cada feria un amor | - 1961: La diligencia de la muerte - 1961: Paloma brava - 1965: Río Hondo - 1966: Alias el Rata - 1966: La Valentina - 1967: Adios cuñado! - 1967: Alma Grande en el desierto - 1967: Chanoc - 1967: La mujer de a seis litros - 1968: Dr. Satán y la magia negra - 1968: La noche del halcón - 1969: Al fin a solas - 1969: Flor marchita - 1970: El club de los suicidas - 1970: La agonía de ser madre - 1970: ¿Por qué nací mujer? - 1971: La Güera Xóchitl - 1971: La sangre enemiga - 1971: Papa en onda - 1971: Rosario - 1972: La inocente - 1972: Las vírgenes locas - 1972: One Minute Before Death - 1972: Por eso - 1973: Vidita negra - 1974: La recogida - 1976: El hombre desnudo - 1976: La India - 1977: Sor tequila - 1978: Los japoneses no esperan - 1979: El tahúr - 1981: D.F./Distrito Federal - 1981: El gran perro muerto - 1981: El sexo sentido - 1982: Toña, nacida virgen - 1983: México 2000 |

### Como guionista
| - 1947: ¡Qué verde era mi padre! - 1947: ¡Vuelven los Garcia! - 1947: Cuando lloran los valientes - 1948: Angelitos negros - 1948: Ustedes, los ricos - 1948: Los tres huastecos - 1949: La oveja negra - 1950: No desearás la mujer de tu hijo - 1950: Sobre las olas - 1951: Amar fue su pecado - 1951: El gavilán pollero - 1952: Ahora soy rico - 1952: Un rincón cerca del cielo - 1953: El vagabundo - 1956: Los bandidos de Río Frío | - 1957: Vainilla, bronce y morir (Una mujer más) - 1957: La culta dama - 1959: Ando volando bajo - 1959: El hombre del alazán - 1959: Nacida para amar - 1961: ¿Donde estás, corazón? - 1969: Flor marchita - 1970: La agonía de ser madre - 1970: Matrimonio y sexo - 1971: La Güera Xóchitl - 1971: La sangre enemiga - 1971: Rosario - 1972: Por eso - 1976: El hombre desnudo |

### Como actor
- 1947: ¡Vuelven los Garcia! de Ismael Rodríguez.
- 1947: Cuando lloran los valientes de Ismael Rodríguez.
- 1949: El vengador de Raúl de Anda.
- 1949: El paso maldito de Fred Matter.
- 1950: Anacleto se divorcia de Joselito Rodríguez.
- 1957: Mi influyente mujer de él mismo.
- 1959: Dos fantasmas y una muchacha de él mismo.
- 1970: ¿Por qué nací mujer? de él mismo.
- 1974: La recogida de él mismo.

## Premios
- Fue nominado para el Ariel por el mejor argumento original
- Fue nominado para el Ariel por Los tres García
- Fue nominado para el Ariel por la mejor actuación de cuadro masculina en 1943
- Fue nominado para el Ariel de oro en 1958 por la dirección de La culta dama

## El gavilán pollero
| Director   | Rogelio A. González |
| Argumento  | R. A. González |
| Fotografía | Gabriel Figueroa |
| Música     | Manuel Esperón |
| Tipo       | Comedia |
| Formato    | MP4 |
| Idioma     | Español |
| Portada    | |
| Sinopsis   | Relata las aventuras de dos amigos mujeriegos que por causa de su gusto por las mujeres caen en las garras de una de las novias de ellos quien busca la venganza intentando dañar su amistad . |

## Nacida para amar
| Director   | Rogelio A. González                                                                                         |
| Reparto    | Aldo Monti, Amparo Arozamena, Ana Luisa Peluffo, Cuco Sánchez, Pancho Córdova y Wolf Ruvinskis              |
| Fotografía | Agustín Martínez Solares                                                                                    |
| Guion      | Fernando Galiana y Rogelio A. González                                                                      |
| Tipo       | Drama |
| Duración   | 98 minutos                                                                                                  |
| Idioma     | Español |
| Sinopsis   | Narra la historia de Lola, una cantante mexicana, que desde pequeña aprendió de su madre el arte del cuplé. |